# Brunnenbach (Warme Bode)
Der Brunnenbach ist ein 10,7 km langer, rechter Nebenfluss der Warmen Bode, der westlich und südlich von Braunlage im Landkreis Goslar in Niedersachsen fließt.

## Verlauf
Kurz nach seinem Ursprung wird der Brunnenbach im Silberteich aufgestaut, um dann weiter in südöstlicher Richtung zum Mutter-Kind-Heim Waldmühle der Caritas zu fließen. Am Campingplatz „Hohe Tannen“ unterquert er die B 27 und fließt danach an der Waldgaststätte Forellenteich sowie dem Jugendwaldheim Brunnenbachsmühle vorbei, ehe er direkt an der ehemaligen innerdeutschen Grenze bei Sorge in die Warme Bode einmündet.

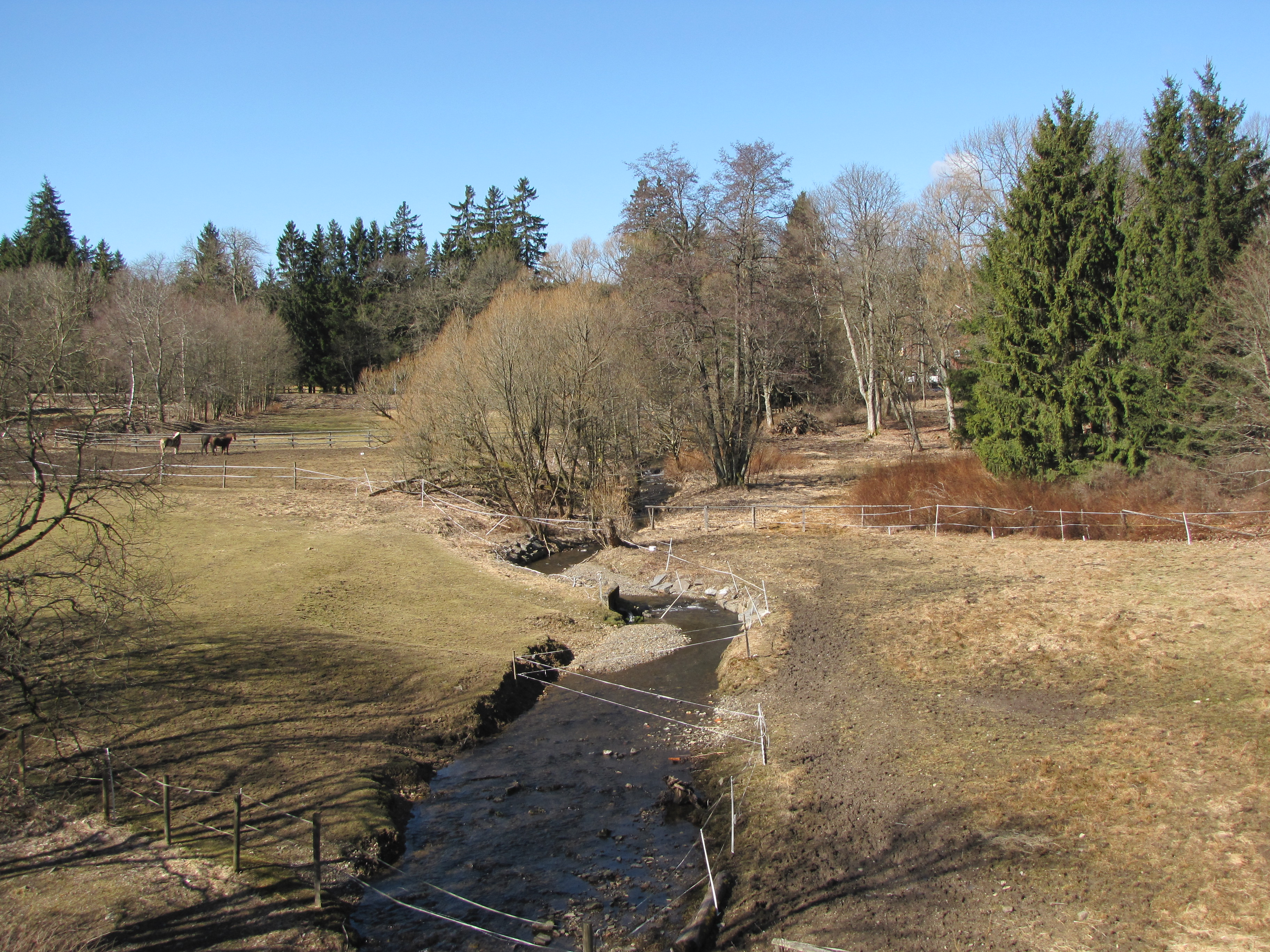
Der Brunnenbach unmittelbar vor der Unterquerung der B 27 bei Braunlage

## Zuflüsse
- Fußstiegbach (links)
- Großer Kronenbach (rechts)
- Schächerbach (rechts)
- Blechhüttenbach (links)